# Rogers County
Rogers County är ett administrativt område i delstaten Oklahoma, USA, med 86 905 invånare. Den administrativa huvudorten (county seat) är Claremore. 

## Geografi
Enligt United States Census Bureau så har countyt en total area på 1 843 km². 1 748 km² av den arean är land och 95 km² är vatten.

### Angränsande countyn
- Ellis County - nord
- Dewey County - nordost
- Custer County - öst
- Beckham County - syd
- Wheeler County, Texas - sydväst
- Hemphill County, Texas - nordväst